# Mobilhydraulik
Der Begriff Mobilhydraulik umfasst das gesamte, in mobilen Arbeitsmaschinen verbaute Hydrauliksystem. Er wird meist in sechs Teilbereiche aufgeteilt, die alle benötigten Komponenten bereitstellen:
- Axialkolbenmaschinen
- Außenzahnradmaschinen
- Radialkolbenmotoren
- Mobile Steuerungen
- Getriebe
- Mobilelektronik

Die hohe Leistungsdichte und Kompaktheit der einzelnen Bauteile zeichnen die Mobilhydraulik aus. Sie wird in Fahrzeugen und Maschinen eingesetzt, in denen die Platzverhältnisse es nicht zulassen, große und schwere Bauteile zu verwenden, und bei denen auf Leistung und Sicherheit nicht verzichtet werden kann. Mit den angegebenen Pumpen und Motoren lassen sich alle erforderlichen Bereiche abdecken. Auch die Elektronik wird immer weiterentwickelt, dabei ergänzen die eingesetzten Steuergeräte, Regler und Sensoren das System so, dass keine menschliche Arbeit mehr nötigt ist, bis auf regelmäßige Wartungs- und Pflegereparaturen.
Einige damit bestückte Beispiele:
- Bagger
- Krane
- Landmaschinen
- Walzen